# ميدان روكسي

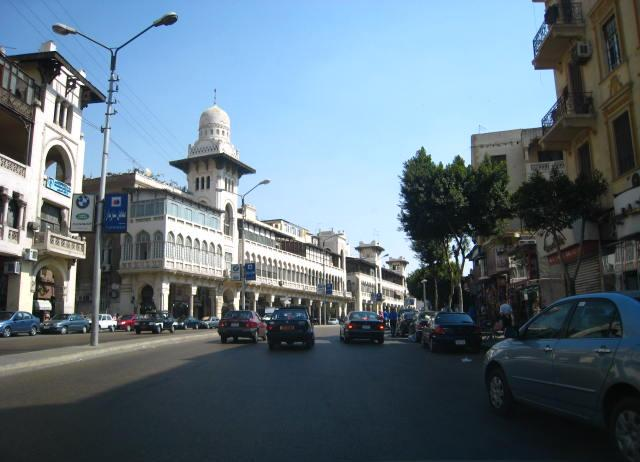

ميدان روكسي أحد ميادين منطقة مصر الجديدة بمدينة القاهرة بالمنطقة الشرقية في محافظة القاهرة، سمي بهذا الإسم نسبة للمنطقة المحيطة به على اسمه و يعتبر من أجمل الميادين التي تزخر بالجمال.